# International Coordinating Council on Trans-Eurasian Transportation
Der International Coordinating Council on Trans-Eurasian Transportation (Internationaler koordinierender Rat für den trans-eurasischen Verkehr – CCTT) ist eine internationale, nicht-kommerzielle Vereinigung zur Förderung des Güterfernverkehrs zwischen Europa und Asien auf dem Schienenweg, insbesondere über die Transsibirische Eisenbahn.

## Organisation
Die Vereinigung ist als Schweizer Verein im Kanton Bern in der Schweiz registriert. Geschäftssitz ist Moskau. Das CCTT wurde gegründet durch
- das damalige Ministerium für Eisenbahn der Russischen Föderation, heute: RŽD
- die Deutsche Bahn AG
- die Vereinigung der Europäischen Trans-Eurasischen Spediteure und Operateure (GETO)
- den Koreanischen Verband internationaler Spediteure (KIFFA).

Derzeit (2022) hat der CCTT 96 Mitglieder aus 23 Ländern, darunter Bahngesellschaften aus Europa und Asien, Schifffahrtsunternehmen, Häfen, Spediteure, Lager-Unternehmer, staatliche Organisationen, Verwaltungen, Hochschulen, Telekommunikations- und Marketingunternehmen, Sicherheitsdienste und Massenmedien.
Gemäß der Satzung des CCTT hat der Generaldirektor und Vorstandsvorsitzende der RŽD das Amt des ständigen Ratsvorsitzenden des CCTT inne. Die Präsidenten der Speditionsverbände, die Mitglieder des CCTT sind, werden zu stellvertretenden Vorsitzenden ernannt.

## Aufgaben
Der Rat beteiligt sich an den Bemühungen der OSShD, der UIC, des UNECE-Binnenverkehrsausschusses, des CIT, der EAEU, der UNESCAP, der OTIF, der WCO und des Weltpostvereins (UPU), einheitliche technische Normen zu schaffen, das Transportrecht zu harmonisieren und die Grenzabfertigungen zu beschleunigen, um Hindernisse für den Güterverkehr zwischen Asien und Europa abzubauen. Weiter soll der CCTT die wirtschaftlichen Beziehungen zwischen all denen stärken und ausbauen helfen, die das Schienennetz der RŽD nutzen. Der CCTT beteiligt sich dazu am Entwurf von einschlägigen Rechtsgrundlagen und technischen Normierungen und dem Abbau von Regeln, die den Verkehr zwischen den beteiligten Staaten behindern.

## Geschichte
Die Organisation wurde 1997 gegründet und damals im Kanton St. Gallen registriert.